# Wahlenbergia islensis
Wahlenbergia islensis är en klockväxtart som beskrevs av P.J.Sm. Wahlenbergia islensis ingår i släktet Wahlenbergia och familjen klockväxter.
Artens utbredningsområde är Queensland. Inga underarter finns listade i Catalogue of Life.